# برنارد كاي
برنارد كاي (بالإنجليزية: Bernard Kay)‏ هو ممثل بريطاني، ولد في 23 فبراير 1928 في المملكة المتحدة، وتوفي بنفس المكان في 29 ديسمبر 2014.

## وصلات خارجية
- برنارد كاي على موقع IMDb (الإنجليزية)
- برنارد كاي على موقع ميوزك برينز (الإنجليزية)
- برنارد كاي على موقع قاعدة بيانات الفيلم (الإنجليزية)